# Liga Boliviana de Básquetbol 2022
La temporada 2022 de la Liga Boliviana de Básquetbol fue la décima edición del máximo torneo de clubes de básquetbol en Bolivia, organizado por la FBB. El campeón clasificará a la Liga Sudamericana de Baloncesto 2022.

## Equipos participantes
| Equipo                                        | Ciudad     | Temp | Coliseo                    | Capacidad |
| --------------------------------------------- | ---------- | ---- | -------------------------- | --------- |
| Club Leones de Potosí                         | Potosí     | 1    | Ciudad de Potosí           | 10.000    |
| Club Atómico Calero de Potosí                 | Potosí     | 1    | Ciudad de Potosí           | 10.000    |
| Club Deportivo y Cultural Pichincha de Potosí | Potosí     | 10   | Ciudad de Potosí           | 10.000    |
| Club San Simón de Cochabamba                  | Cochabamba | 7    | Grover Suarez              | -         |
| Club Universidad Técnica Privada Cosmos       | Cochabamba | 1    | Grover Suarez              |           |
| Club Universitario de Sucre                   | Chuquisaca | 1    | Polideportivo de Garcilazo | 10.000    |
| Club Deportivo Cultural La Salle de Tarija    | Tarija     | 9    | Guadalquivir Básquebol     | 5.000     |
| Club Deportivo Cultural Saracho de Oruro      | Oruro      | 1    | Juan Misael Saracho        | -         |
| Club Tenis La Paz                             | La Paz     | 1    | Julio Borelli Viteritto    | 7.500     |

### Entrenadores
| Listado de entrenadores | Listado de entrenadores | Listado de entrenadores               |
| Equipo                  | Fechas                  | Entrenador                            |
| ----------------------- | ----------------------- | ------------------------------------- |
| Atómico Calero          | 1º fecha - Act          | Juan Manuel Varas                     |
| La Salle                | 1º fecha - Act          | Radbel Hechavarria                    |
| Leones                  | 1º fecha - Act          | Carlos Romano                         |
| Pichincha               | 1º fecha - Act          | Giovanny Anton Vargas Cadima          |
| San Simón               | 1º fecha - Act          | Sandro Alberto Patiño Sanchez         |
| Saracho                 | 1º fecha - Act          | Darwin Marcio Rocha Peña              |
| Tenis                   | 1º fecha - Act          | Mauricio Andres Santa Cruz de la Vega |
| Unitepc                 | 1º fecha - Act          | Joel Antezana                         |
| Universitario           | 1º fecha - Act          | Douglas Fernandez                     |

## Sistema de competición
La Libobásquet de esta temporada tendrá la participación de solamente 9 clubes por primera vez en sus 10 ediciones, debido a conflictos entre la Federación Boliviana de Básquetbol y la Liga Nacional de Básquetbol por no coincidir en la venta de los derechos de TV y la independización de los clubes, 10 de los 12 equipos tradicionales del país fueron descendidos de la liga de manera no oficial al no haber un documento oficial de la FBB.
Nuevamente se pudo vender los derechos de la Liga Boliviana de Básquetbol, la empresa Basquet Pass TV emitirá de manera online todos los partidos del presente torneo.
Para esta nueva edición del torneo los clubes volverán a jugar con un jugador oriundo en cancha en todo momento del partido, regla que fue añadida la gestión 2019. El torneo inició el 6 de junio.
Pichincha logró su segundo título de la Libobásquet tras derrotar en la final a Atómico Calero por 3-2 y logró su quinta final de las últimas seis ediciones.

### Primera fase
La primera parte del torneo se jugará en un todos contra todos donde los mejores 4 equipos clasificarán a la segunda fase, el antepenúltimo jugará el descenso indirecto y los dos últimos equipos descenderán de categoría.

## Fase regular
| Equipo         | PJ | PG | PP | CF   | CC   | DIF  | Pts |
| -------------- | -- | -- | -- | ---- | ---- | ---- | --- |
| Pichincha      | 16 | 15 | 1  | 1397 | 1048 | +349 | 31  |
| Leones         | 16 | 13 | 3  | 1355 | 1127 | +228 | 29  |
| Atómico Calero | 16 | 11 | 5  | 1294 | 1102 | +192 | 27  |
| San Simón      | 16 | 10 | 6  | 1311 | 1245 | +66  | 26  |
| Saracho        | 16 | 9  | 7  | 1268 | 1298 | -30  | 25  |
| La Salle       | 16 | 8  | 8  | 1343 | 1262 | +81  | 24  |
| Unitepc        | 16 | 3  | 13 | 1132 | 1436 | -304 | 19  |
| Universitario  | 16 | 3  | 13 | 1178 | 1277 | -99  | 19  |
| Tenis          | 16 | 0  | 16 | 1081 | 1564 | -483 | 16  |

|  | Clasificados a los Play-offs. |
|  | Descenso Indirecto.           |
|  | Descendo directo.             |

| Leones            | 75 – 56 | Tenis         | Ciudad de Potosí | 7 de junio | 19:00 |
| San Simón         | 92 – 89 | La Salle      | Grover Suárez    | 7 de junio | 20:00 |
| Unitepc           | 84 – 66 | Universitario | Grover Suárez    | 8 de junio | 19:00 |
| Atómico Calero    | 58 – 63 | Pichincha     | Ciudad de Potosí | 8 de junio | 20:00 |
| Descansa: Saracho |         |               |                  |            |       |

| Saracho              | 70 – 94 | San Simón      | Juan Misael Saracho     | 10 de junio | 19:00 |
| Universitario        | 65 – 72 | Atómico Calero | Polideportivo Garcilazo | 11 de junio | 19:00 |
| Pichincha            | 58 – 62 | Leones         | Ciudad de Potosí        | 11 de junio | 20:00 |
| La Salle             | 91 – 75 | Unitepc        | Guadalquivir Básquetbol | 11 de junio | 20:00 |
| Descansa: Tenis Club |         |                |                         |             |       |

| Saracho             | 94 – 58 | Tenis         | Juan Misael Saracho | 13 de junio | 20:00 |
| San Simón           | 92 – 86 | Unitepc       | Grover Suárez       | 14 de junio | 20:00 |
| Leones              | 81 - 63 | Universitario | Ciudad de Potosí    | 14 de julio | 20:00 |
| Atómico Calero      | 72 - 66 | La Salle      | Ciudad de Potosí    | 8 de agosto | 20:00 |
| Descansa: Pichincha |         |               |                     |             |       |

| Tenis                   | 71 – 97  | San Simón      | Julio Borelli Viteritto | 17 de junio | 19:00 |
| Unitepc                 | 64 – 101 | Atómico Calero | Grover Suárez           | 17 de junio | 20:00 |
| La Salle                | 73 – 82  | Leones         | Guadalquivir Básquetbol | 18 de junio | 19:00 |
| Pichincha               | 81 – 61  | Saracho        | Ciudad de Potosí        | 18 de junio | 20:00 |
| Descansa: Universitario |          |                |                         |             |       |

| Tenis              | 64 – 100 | Pichincha      | Julio Borelli Viteritto | 21 de junio | 19:00 |
| Leones             | 86 – 50  | Unitepc        | Ciudad de Potosí        | 21 de junio | 19:00 |
| San Simón          | 80 – 79  | Atómico Calero | Grover Suárez           | 21 de junio | 20:00 |
| Saracho            | 84 – 83  | Universitario  | Juan Misael Saracho     | 22 de junio | 20:00 |
| Descansa: La Salle |          |                |                         |             |       |

| Atómico Calero    | 80 – 86 | Leones    | Ciudad de Potosí        | 24 de junio | 20:30 |
| Universitario     | 85 – 67 | Tenis     | Polideportivo Garcilazo | 25 de junio | 19:00 |
| La Salle          | 82 – 79 | Saracho   | Guadalquivir Básquetbol | 25 de junio | 19:00 |
| Pichincha         | 91 – 72 | San Simón | Ciudad de Potosí        | 25 de junio | 20:00 |
| Descansa: Unitepc |         |           |                         |             |       |

| Pichincha                | 73 – 71 | Universitario | Ciudad de Potosí        | 28 de junio | 19:00 |
| San Simón                | 69 – 79 | Leones        | Grover Suárez           | 28 de junio | 20:00 |
| Saracho                  | 80 – 69 | Unitepc       | Juan Misael Saracho     | 29 de junio | 19:00 |
| Tenis                    | 89 – 96 | La Salle      | Julio Borelli Viteritto | 29 de junio | 20:00 |
| Descansa: Atómico Calero |         |               |                         |             |       |

| Atómico Calero   | 76 – 71 | Saracho   | Ciudad de Potosí        | 1 de julio | 19:00 |
| Universitario    | 58 – 75 | San Simón | Polideportivo Garcilazo | 2 de julio | 19:00 |
| La Salle         | 69 – 86 | Pichincha | Guadalquivir Básquetbol | 2 de julio | 20:00 |
| Unitepc          | 92 – 81 | Tenis     | Grover Suárez           | 2 de julio | 20:00 |
| Descansa: Leones |         |           |                         |            |       |

| Saracho             | 94 – 92 | Leones         | Juan Misael Saracho     | 5 de julio | 20:00 |
| Universitario       | 74 – 79 | La Salle       | Polideportivo Garcilazo | 6 de julio | 19:00 |
| Tenis               | 54 – 90 | Atómico Calero | Julio Borelli Viteritto | 6 de julio | 19:00 |
| Pichincha           | 84 – 33 | Unitepc        | Ciudad de Potosí        | 6 de julio | 20:00 |
| Descansa: San Simón |         |                |                         |            |       |

| Tenis             | 62 – 98 | Leones         | Julio Borelli Viteritto | 8 de julio  | 19:00 |
| Universitario     | 78 – 71 | Unitepc        | Polideportivo Garcilazo | 9 de julio  | 19:00 |
| Pichincha         | 75 – 64 | Atómico Calero | Ciudad de Potosí        | 9 de julio  | 20:00 |
| La Salle          | 73 – 77 | San Simón      | Guadalquivir Básquetbol | 24 de julio | 20:00 |
| Descansa: Saracho |         |                |                         |             |       |

| Leones          | 82 – 86 | Pichincha     | Ciudad de Potosí | 12 de julio | 19:00 |
| Unitepc         | 62 – 92 | La Salle      | Grover Suárez    | 12 de julio | 20:00 |
| Atómico Calero  | 82 – 75 | Universitario | Ciudad de Potosí | 13 de julio | 19:00 |
| San Simón       | 71 – 78 | Saracho       | Grover Suárez    | 13 de julio | 20:00 |
| Descansa: Tenis |         |               |                  |             |       |

| Tenis               | 68 – 95  | Saracho        | Julio Borelli Viteritto | 15 de julio | 19:00 |
| Unitepc             | 81 – 101 | San Simón      | Grover Suárez           | 15 de julio | 20:00 |
| La Salle            | 71 – 67  | Atómico Calero | Guadalquivir Básquetbol | 16 de julio | 19:00 |
| Universitario       | 84 – 96  | Leones         | Polideportivo Garcilazo | 16 de julio | 20:00 |
| Descansa: Pichincha |          |                |                         |             |       |

| San Simón               | 111 – 68 | Tenis     | Grover Suárez       | 19 de julio | 19:00 |
| Atómico Calero          | 90 – 57  | Unitepc   | Ciudad de Potosí    | 19 de julio | 20:00 |
| Leones                  | 88 – 75  | La Salle  |                     | 20 de julio | 19:00 |
| Saracho                 | 59 – 97  | Pichincha | Juan Misael Saracho |             | 20:00 |
| Descansa: Universitario |          |           |                     |             |       |

| Atómico Calero     | 86 – 54 | San Simón | Ciudad de Potosí        | 22 de julio | 20:00 |
| Universitario      | 76 – 82 | Saracho   | Polideportivo Garcilazo | 23 de julio | 19:00 |
| Unitepc            | 68 – 94 | Leones    | Grover Suárez           | 23 de julio | 19:00 |
| Pichincha          | 112 –55 | Tenis     | Ciudad de Potosí        | 23 de julio | 20:00 |
| Descansa: La Salle |         |           |                         |             |       |

| Leones            | 76 – 81  | Atómico Calero | Ciudad de Potosí        | 26 de julio | 20:00 |
| San Simón         | 77 – 95  | Pichincha      | Grover Suárez           | 27 de julio | 19:00 |
| Saracho           | 82 – 78  | La Salle       | Juan Misael Saracho     | 27 de julio | 19:00 |
| Tenis             | 66 – 102 | Universitario  | Julio Borelli Viteritto | 27 de julio | 20:00 |
| Descansa: Unitepc |          |                |                         |             |       |

| Universitario            | 53 – 87  | Pichincha | Polideportivo Garcilazo | 30 de julio | 19:00 |
| Unitepc                  | 76 – 101 | Saracho   | Grover Suárez           | 30 de julio | 19:00 |
| Leones                   | 71 – 65  | San Simón | Ciudad de Potosí        | 30 de julio | 20:00 |
| La Salle                 | 125 – 69 | Tenis     | Guadalquivir Básquetbol | 30 de julio | 20:00 |
| Descansa: Atómico Calero |          |           |                         |             |       |

| San Simón        | 84 – 70 | Universitario  | Grover Suárez           | 2 de agosto | 19:00 |
| Saracho          | 75 – 90 | Atómico Calero | Juan Misael Saracho     | 2 de agosto | 20:00 |
| Tenis            | 83 – 86 | Unitepc        | Julio Borelli Viteritto | 3 de agosto | 19:00 |
| Pichincha        | 93 – 90 | La Salle       | Ciudad de Potosí        | 3 de agosto | 20:00 |
| Descansa: Leones |         |                |                         |             |       |

| La Salle            | 94 – 75  | Universitario | Guadalquivir Básquetbol | 5 de agosto | 19:00 |
| Leones              | 107 – 63 | Saracho       | Ciudad de Potosí        | 5 de agosto | 20:00 |
| Atómico Calero      | 106 – 70 | Tenis         | Ciudad de Potosí        | 6 de agosto | 19:00 |
| Unitepc             | 78 – 101 | Pichincha     | Grover Suárez           | 6 de agosto | 20:00 |
| Descansa: San Simón |          |               |                         |             |       |

### Evolución de la clasificación y resultados
| Jornada / Equipo | 1 | 2 | 3 | 4 | 5 | 6 | 7 | 8 | 9 | 10 | 11 | 12 | 13 | 14 | 15 | 16 | 17 | 18 |
| Jornada / Equipo |   |   |   |   |   |   |   |   |   |    |    |    |    |    |    |    |    |    |
| ---------------- | - | - | - | - | - | - | - | - | - | -- | -- | -- | -- | -- | -- | -- | -- | -- |
| Pichincha        | 3 | 6 | 7 | 4 | 3 | 3 | 3 | 2 | 1 | 1  | 1  | 2  | 2  | 2  | 1  | 1  | 1  | 1  |
| Leones           | 1 | 2 | 2 | 2 | 2 | 2 | 1 | 3 | 3 | 2  | 2  | 1  | 1  | 1  | 2  | 2  | 2  | 2  |
| Calero           | 6 | 5 | 6 | 3 | 4 | 4 | 6 | 5 | 5 | 4  | 4  | 5  | 4  | 4  | 4  | 5  | 5  | 3  |
| San Simón        | 4 | 1 | 1 | 1 | 1 | 1 | 2 | 1 | 2 | 3  | 3  | 3  | 3  | 3  | 3  | 3  | 3  | 4  |
| Saracho          | 9 | 9 | 5 | 7 | 5 | 5 | 4 | 4 | 4 | 5  | 5  | 4  | 5  | 5  | 5  | 4  | 4  | 5  |
| La Salle         | 5 | 3 | 4 | 6 | 7 | 6 | 5 | 6 | 6 | 6  | 6  | 6  | 6  | 6  | 6  | 6  | 6  | 6  |
| Unitepc          | 2 | 4 | 3 | 5 | 6 | 7 | 7 | 7 | 7 | 7  | 7  | 7  | 7  | 7  | 8  | 8  | 7  | 7  |
| Universitario    | 7 | 7 | 8 | 9 | 9 | 8 | 8 | 8 | 8 | 8  | 8  | 8  | 8  | 8  | 7  | 7  | 8  | 8  |
| Tenis            | 8 | 8 | 9 | 8 | 8 | 9 | 9 | 9 | 9 | 9  | 9  | 9  | 9  | 9  | 9  | 9  | 9  | 9  |

|  |                      |
|  | Puestos de play-offs |
|  | Descenso indirecto   |
|  | Descenso directo     |

| Local / Visita | CAL      | LSA     | LEO     | PIC      | SSI      | SAR      | TEN      | UNT     | UNV      |
| -------------- | -------- | ------- | ------- | -------- | -------- | -------- | -------- | ------- | -------- |
| Calero         |          | 72 – 66 | 80 – 86 | 58 – 63  | 86 – 54  | 76 – 71  | 106 – 70 | 90 – 57 | 82 – 75  |
| La Salle       | 71 – 67  |         | 73 – 82 | 69 – 86  | 73 – 77  | 82 – 79  | 125 – 69 | 91 – 75 | 94 – 75  |
| Leones         | 76 – 81  | 88 – 75 |         | 82 – 86  | 71 – 65  | 107 – 63 | 75 – 56  | 86 – 50 | 81 – 63  |
| Pichincha      | 75 – 64  | 93 – 90 | 58 – 62 |          | 91 – 72  | 81 – 61  | 112 – 55 | 84 – 33 | 73 – 71  |
| San Simon      | 80 – 79  | 92 – 89 | 69 – 79 | 77 – 95  |          | 71 – 78  | 111 – 68 | 92 – 86 | 84 – 70  |
| Saracho        | 75 – 90  | 82 – 78 | 94 – 92 | 59 – 97  | 70 – 94  |          | 94 – 58  | 80 – 69 | 84 – 83  |
| Tenis          | 54 – 90  | 89 – 96 | 62 – 98 | 64 – 100 | 71 – 97  | 68 – 95  |          | 83 – 86 | 66 – 102 |
| Unitepc        | 64 – 101 | 62 – 92 | 68 – 94 | 78 – 116 | 81 – 101 | 76 – 101 | 92 – 81  |         | 84 – 66  |
| Universitario  | 65 – 72  | 74 – 79 | 84 – 96 | 53 – 87  | 58 – 75  | 76 – 82  | 85 – 67  | 78 – 71 |          |

## Play-offs
Los Playoffs de la Libobásquet se jugarán con dos fases, las semifinales y las finales.
|  | Semifinales     | Semifinales     | Semifinales     |                |    | Finales                        | Finales                        | Finales                        |  |
|  | 11-23 de agosto | 11-23 de agosto | 11-23 de agosto |                |    | 25 de agosto - 6 de septiembre | 25 de agosto - 6 de septiembre | 25 de agosto - 6 de septiembre |  |
|  |                 |                 |                 |                |    |                                |                                |                                |  |
|  |                 |                 |                 |                |    |                                |                                |                                |  |
|  | 1º              | Pichincha       | 3               |                |    |                                |                                |                                |  |
|  | 1º              | Pichincha       | 3               |                |    |                                |                                |                                |  |
|  | 4º              | San Simón       | 0               |                |    |                                |                                |                                |  |
|  | 4º              | San Simón       | 0               |                | 1º | Pichincha                      | 3                              |                                |  |
|  |                 |                 |                 |                | 1º | Pichincha                      | 3                              |                                |  |
|  |                 |                 | 3º              | Atómico Calero | 2  |                                |                                |                                |  |
|  | 2º              | Leones          | 3º              | Atómico Calero | 2  | 2                              |                                |                                |  |
|  | 2º              | Leones          |                 |                |    | 2                              |                                |                                |  |
|  | 3º              | Atómico Calero  | 3               |                |    |                                |                                |                                |  |
|  | 3º              | Atómico Calero  | 3               |                |    |                                |                                |                                |  |
|  |                 |                 |                 |                |    |                                |                                |                                |  |

- Nota: En cada llave, el equipo que figura en la parte superior de la llave cuentan con ventaja de campo.

### Semifinales
Pichincha vs San Simón
| 11 de agosto, 21:00 | Pichincha                                                       | 90–86                | San Simón                                                                | Potosi                                                                                      |  |  |
|                     | Parciales: 17–19, 16–27, 30–14, 12–15 (T.E.: 15–11)             |                      |                                                                          |                                                                                             |  |  |
|                     | Estadísticas Diego Santana 24 Luis Fuertes 8 Adriano Barreras 6 | Reporte Pts Reb Asts | Estadísticas 22 Gianfranco Sinconi 14 Gianfranco Sinconi 3 Jose Zorrilla | Pabellón: Ciudad de Potosi Árbitros: * Ariel Almendras * Esrrael Condori * Fernando Cabrera |  |  |
| Serie: 1 - 0        |                                                                 |                      |                                                                          |                                                                                             |  |  |
|                     |                                                                 |                      |                                                                          |                                                                                             |  |  |

| 13 de agosto, 20:00 | Pichincha                                                            | 83–74                | San Simón                                                        | Potosi                                                                                |  |  |
|                     | Parciales: 24–19, 22–16, 21–19, 16–20                                |                      |                                                                  |                                                                                       |  |  |
|                     | Estadísticas Adriano Barreras 22 Hunter Preston 9 Adriano Barreras 5 | Reporte Pts Reb Asts | Estadísticas 22 Akil Samuel 10 Andres Trujillo 5 Andres Trujillo | Pabellón: Ciudad de Potosi Árbitros: * Daniel Jiménez * Jassmany Choque * Daniel Vega |  |  |
| Serie: 2 - 0        |                                                                      |                      |                                                                  |                                                                                       |  |  |
|                     |                                                                      |                      |                                                                  |                                                                                       |  |  |

| 18 de agosto, 20:00 | San Simón                                                      | 64–83                | Pichincha                                                       | Cochabamba                                                                                |  |  |
|                     | Parciales: 15–25, 8–20, 21–25, 20–13                           |                      |                                                                 |                                                                                           |  |  |
|                     | Estadísticas Akil Samuel 19 Gianfranco Sinconi 9 Akil Samuel 3 | Reporte Pts Reb Asts | Estadísticas 28 Adriano Barreras 12 Hunter Preston 4 Rene Calvo | Pabellón: Grover Suárez Árbitros: * Jhassmany Choque * Ariel Almendras * Vladimir Revollo |  |  |
| Serie: 0 - 3        |                                                                |                      |                                                                 |                                                                                           |  |  |
|                     |                                                                |                      |                                                                 |                                                                                           |  |  |

Leones vs Atómico Calero
| 12 de agosto, 19:30 | Leones                                                      | 69–74                | Atómico Calero                                               | Potosi                                                                                  |  |  |
|                     | Parciales: 19–10, 18–19, 13–24, 19–21                       |                      |                                                              |                                                                                         |  |  |
|                     | Estadísticas Thomas Cooper 31 Emilio Stucky 9 Ronald Arze 2 | Reporte Pts Reb Asts | Estadísticas 21 Andres Acuña 10 Andres Acuña 5 Celmar Alanes | Pabellón: Ciudad de Potosi Árbitros: * Vladimir Revollo * Daniel Vega * Esrrael Condori |  |  |
| Serie: 0 - 1        |                                                             |                      |                                                              |                                                                                         |  |  |
|                     |                                                             |                      |                                                              |                                                                                         |  |  |

| 14 de agosto, 20:00 | Leones                                                    | 65–60                | Atómico Calero                                               | Potosi                                                                                     |  |  |
|                     | Parciales: 17–14, 13–14, 14–14, 21–18                     |                      |                                                              |                                                                                            |  |  |
|                     | Estadísticas Ronald Arze 24 Emilio Stucky 9 Ronald Arze 4 | Reporte Pts Reb Asts | Estadísticas 11 Celmar Alanes 7 Andres Acuña 6 Celmar Alanes | Pabellón: Ciudad de Potosi Árbitros: * Daniel Jimenez * Ariel Almendras * Vladimir Revollo |  |  |
| Serie: 1 - 1        |                                                           |                      |                                                              |                                                                                            |  |  |
|                     |                                                           |                      |                                                              |                                                                                            |  |  |

| 19 de agosto, 20:00 | Atómico Calero                                                         | 74–71                | Leones                                                         | Potosi                                                                                      |  |  |
|                     | Parciales: 18–11, 12–20, 20–21, 24–19                                  |                      |                                                                |                                                                                             |  |  |
|                     | Estadísticas Matias Martinez 23 Matias Martinez 23 Sebastian Morales 3 | Reporte Pts Reb Asts | Estadísticas 18 Thomas Cooper 9 Westley Hinton 3 Emilio Stucky | Pabellón: Ciudad de Potosi Árbitros: * Jhassmany Choque * Ariel Almendras * Esrrael Condori |  |  |
| Serie: 2 - 1        |                                                                        |                      |                                                                |                                                                                             |  |  |
|                     |                                                                        |                      |                                                                |                                                                                             |  |  |

| 21 de agosto, 20:00 | Atómico Calero                                                  | 61–72                | Leones                                                          | Potosi                                                                                     |  |  |
|                     | Parciales: 12–19, 12–15, 16–20, 21–18                           |                      |                                                                 |                                                                                            |  |  |
|                     | Estadísticas Andres Acuña 20 Cristhian Leon 6 Matias Martinez 5 | Reporte Pts Reb Asts | Estadísticas 18 Thomas Cooper 12 Stefano Alesso 6 Thomas Cooper | Pabellón: Ciudad de Potosi Árbitros: * Daniel Jimenez * Jhassmany Choque * Esrrael Condori |  |  |
| Serie: 2 - 2        |                                                                 |                      |                                                                 |                                                                                            |  |  |
|                     |                                                                 |                      |                                                                 |                                                                                            |  |  |

| 23 de agosto, 20:00 | Leones                                                       | 54–64                | Atómico Calero                                                      | Potosi                                                                                   |  |  |
|                     | Parciales: 17–13, 14–20, 11–15, 12–16                        |                      |                                                                     |                                                                                          |  |  |
|                     | Estadísticas Thomas Cooper 21 Westley Hinton 7 Ronald Arze 5 | Reporte Pts Reb Asts | Estadísticas 13 Sebastian Morales 7 Matias Martinez 3 Celmar Alanes | Pabellón: Ciudad de Potosi Árbitros: * Jhassmany Choque * Vladimir Revollo * Daniel Vega |  |  |
| Serie: 2 - 3        |                                                              |                      |                                                                     |                                                                                          |  |  |
|                     |                                                              |                      |                                                                     |                                                                                          |  |  |

### Tercer Puesto
Leones vs San Simón
| 26 de agosto, 20:00 | Leones                                                        | 97–84                | San Simón                                                         | Cochabamba                                                                              |  |  |
|                     | Parciales: 18–16, 25–20, 26–23, 28–25                         |                      |                                                                   |                                                                                         |  |  |
|                     | Estadísticas Thomas Cooper 22 Stefano Alesso 12 Ronald Arze 5 | Reporte Pts Reb Asts | Estadísticas 19 Akil Samuel 11 Dewain White Jr. 4 Andres Trujillo | Pabellón: Grover Suárez Árbitros: * Daniel Jimenez * Vladimir Revollo * Esrrael Condori |  |  |
| Serie: 1 - 0        |                                                               |                      |                                                                   |                                                                                         |  |  |
|                     |                                                               |                      |                                                                   |                                                                                         |  |  |

| 28 de agosto, 20:00 | Leones                                                        | 88–81                | San Simón                                                    | Cochabamba                                                                               |  |  |
|                     | Parciales: 25–24, 18–15, 21–18, 24–24                         |                      |                                                              |                                                                                          |  |  |
|                     | Estadísticas Thomas Cooper 28 Emilio Stucky 10 Axel Veizaga 3 | Reporte Pts Reb Asts | Estadísticas 21 Andres Trujillo 10 Akil Samuel 4 Akil Samuel | Pabellón: Grover Suárez Árbitros: * Daniel Jimenez * Jhassmany Choque * Veronica Nicolas |  |  |
| Serie: 2 - 0        |                                                               |                      |                                                              |                                                                                          |  |  |
|                     |                                                               |                      |                                                              |                                                                                          |  |  |

| 2 de septiembre, 20:00 | San Simón                                                             | 78–86                | Leones                                                      | Cochabamba                                                                                |  |  |
|                        | Parciales: 13–30, 15–15, 23–19, 27–22                                 |                      |                                                             |                                                                                           |  |  |
|                        | Estadísticas Andres Trujillo 21 Gianfranco Sinconi 15 Mario Guillen 3 | Reporte Pts Reb Asts | Estadísticas 23 Ronald Arze 10 Westley Hinton 5 Ronald Arze | Pabellón: Grover Suárez Árbitros: * Jhassmany Choque * Ariel Almendras * Vladimir Revollo |  |  |
| Serie: 0 - 3           |                                                                       |                      |                                                             |                                                                                           |  |  |
|                        |                                                                       |                      |                                                             |                                                                                           |  |  |

### Finales
Pichincha vs Atómico Calero
| 25 de agosto, 20:00 | Pichincha                                                     | 78–72                | Atómico Calero                                                    | Potosi                                                                                 |  |  |
|                     | Parciales: 20–20, 16–22, 24–14, 18–16                         |                      |                                                                   |                                                                                        |  |  |
|                     | Estadísticas Hunter Preston 23 Hunter Preston 11 Rene Calvo 6 | Reporte Pts Reb Asts | Estadísticas 21 Cristhian Leon 7 Raul Salvatierra 5 Celmar Alanes | Pabellón: Ciudad de Potosi Árbitros: * Daniel Jimenez * Jhassmany Choque * Daniel Vega |  |  |
| Serie: 1 - 0        |                                                               |                      |                                                                   |                                                                                        |  |  |
|                     |                                                               |                      |                                                                   |                                                                                        |  |  |

| 27 de agosto, 20:00 | Pichincha                                                          | 87–80                | Atómico Calero                                                    | Potosi                                                                                  |  |  |
|                     | Parciales: 18–14, 22–20, 26–24, 21–22                              |                      |                                                                   |                                                                                         |  |  |
|                     | Estadísticas Adriano Barreras 29 Diego Santana 10 Hunter Preston 4 | Reporte Pts Reb Asts | Estadísticas 34 Matias Martinez 7 Matias Martinez 5 Celmar Alanes | Pabellón: Ciudad de Potosi Árbitros: * Ariel Almendras * Vladimir Revollo * Daniel Vega |  |  |
| Serie: 2 - 0        |                                                                    |                      |                                                                   |                                                                                         |  |  |
|                     |                                                                    |                      |                                                                   |                                                                                         |  |  |

| 1 de septiembre, 20:00 | Atómico Calero                                                      | 78–70                | Pichincha                                                          | Potosi                                                                                      |  |  |
|                        | Parciales: 16–12, 14–17, 21–18, 27–23                               |                      |                                                                    |                                                                                             |  |  |
|                        | Estadísticas Rodrigo Acuña 20 Matias Martinez 6 Sebastian Morales 3 | Reporte Pts Reb Asts | Estadísticas 16 Adriano Barreras 16 Diego Santana 4 Hunter Preston | Pabellón: Ciudad de Potosi Árbitros: * Jhassmany Choque * Ariel Almendras * Esrrael Condori |  |  |
| Serie: 1 - 2           |                                                                     |                      |                                                                    |                                                                                             |  |  |
|                        |                                                                     |                      |                                                                    |                                                                                             |  |  |

| 4 de septiembre, 21:15 | Atómico Calero                                                         | 71–64                | Pichincha                                                     | Potosi                                                                                 |  |  |
|                        | Parciales: 18–13, 17–19, 20–21, 16–11                                  |                      |                                                               |                                                                                        |  |  |
|                        | Estadísticas Sebastian Morales 22 Raul Salvatierra 10 Celmar Alanes 10 | Reporte Pts Reb Asts | Estadísticas 25 Hunter Preston 15 Hunter Preston 2 Rene Calvo | Pabellón: Ciudad de Potosi Árbitros: * Daniel Jimenez * Vladimir Revollo * Daniel Vega |  |  |
| Serie: 2 - 2           |                                                                        |                      |                                                               |                                                                                        |  |  |
|                        |                                                                        |                      |                                                               |                                                                                        |  |  |

| 6 de septiembre, 20:00 | Pichicha                                                           | 68–66                | Atómico Calero                                                     | Potosi                                                                                 |  |  |
|                        | Parciales: 13–9, 13–18, 20–21, 22–18                               |                      |                                                                    |                                                                                        |  |  |
|                        | Estadísticas Hunter Preston 22 Hunter Preston 14 Pedro Gutierrez 4 | Reporte Pts Reb Asts | Estadísticas 18 Matias Martinez 7 Raul Salvatierra 6 Celmar Alanes | Pabellón: Ciudad de Potosi Árbitros: * Daniel Jimenez * Vladimir Revollo * Daniel Vega |  |  |
| Serie: 3 - 2           |                                                                    |                      |                                                                    |                                                                                        |  |  |
|                        |                                                                    |                      |                                                                    |                                                                                        |  |  |

### Plantilla del equipo campeón
| Pichincha (Potosí)             | Pichincha (Potosí)                | Pichincha (Potosí) | Pichincha (Potosí) | Pichincha (Potosí) | Pichincha (Potosí) | Pichincha (Potosí)                 |
| Num                            | Jugador                           | Pos                | PJ                 | Altura             | Ciudad Natal       | Edad                               |
| ------------------------------ | --------------------------------- | ------------------ | ------------------ | ------------------ | ------------------ | ---------------------------------- |
| 1                              | Pedro Antonio Gutiérrez López     | B                  | 24                 | 1,76 m (5′ 9″)     | Oruro              | 20 de octubre de 1996 (28 años)    |
| 2                              | Adriano De Jesus Barreras Alvarez | E                  | 12                 | 1,86 m (6′ 1″)     |                    | 14 de diciembre de 1992 (32 años)  |
| 2                              | Camilo Dueñas Torrejón            | B                  | 18                 |                    | Sucre              | 4 de junio de 1991 (33 años)       |
| 4                              | Diego Santana Conceição           | AP                 | 24                 | 2,01 m (6′ 7″)     |                    | 08 de mayo de 1987 (37 años)       |
| 5                              | Luis Osvaldo Salinas Bacure       | A                  | 21                 | 1,94 m (6′ 4″)     | Tarija             | 18 de septiembre de 1998 (26 años) |
| 7                              | Luis Alberto Fuertes Flores       | P                  | 22                 | 1,83 m (6′ 0″)     | Potosí             | 20 de marzo de 1988 (36 años)      |
| 8                              | Bryan Marcos Velasco Alvarez      |                    | 2                  |                    |                    | 23 de junio de 2000 (24 años)      |
| 10                             | Ralfi Silva Ansaloni              | P                  | 9                  | 2,11 m (6′ 11″)    |                    | 26 de diciembre de 1987 (37 años)  |
| 11                             | Percy Ezequiel Rosas Villca       |                    | 0                  |                    |                    |                                    |
| 15                             | Wilson Romay Flores               | E                  | 19                 | 1,81 m (5′ 11″)    | Potosí             | 08 de marzo de 1988 (37 años)      |
| 16                             | Jose Arnold Perez Leon            | AP                 | 24                 | 1,95 m (6′ 5″)     | Yacuiba, Tarija    | 19 de enero de 2000 (25 años)      |
| 22                             | Bernardo Fabio Choque Romero      |                    | 0                  |                    |                    | 28 de febrero de 2004 (21 años)    |
| 22                             | Juan Sebastian Calvo Vidales      | E                  | 14                 | 1,86 m (6′ 1″)     | Sucre              | 23 de julio de 1999 (25 años)      |
| 23                             | René Antonio Calvo Vidales        | E                  | 24                 | 1,93 m (6′ 4″)     | Sucre              | 19 de mayo de 1993 (31 años)       |
| 32                             | Fernando Jose Caceres Montoya     |                    | 1                  |                    |                    | 24 de enero de 2004 (21 años)      |
| 43                             | Patrick Luis de Ana Vieira        | B                  | 8                  | 1,88 m (6′ 2″)     |                    | 18 de octubre de 1993 (31 años)    |
| 52                             | Timoti Gustavo Chacon Puma        |                    | 0                  |                    |                    | 15 de abril de 2005 (19 años)      |
| 71                             | Hunter Moise Preston              | A                  | 15                 | 2,01 m (6′ 7″)     | Mobile, AL         |                                    |
| 72                             | Lennin Jesus Velasco Pinto        |                    | 1                  |                    |                    |                                    |
| 77                             | Ricardo Covarrubias Rivera        | A                  | 23                 | 1,91 m (6′ 3″)     | Cochabamba         | 17 de diciembre de 1995 (29 años)  |
| 77                             | Alexis Franklin Flores Nuñez      |                    | 7                  |                    | Potosí             | 23 de junio de 2000 (24 años)      |
| Entrenador: 🇧🇴 Giovanny Vargas |                                   |                    |                    |                    |                    |                                    |

- Datos de la página oficial de FIBA y la Federación Boliviana de Básquetbol.
- Se cuentan todos los partidos del torneo.